# Attentat contre le consulat d'Algérie à Marseille
L'attentat contre le consulat d'Algérie à Marseille est une attaque terroriste à la bombe perpétrée au Consulat général d'Algérie à Marseille le 14 décembre 1973 à 11 h,. Le bilan définitif fait état de 4 morts et 28 blessés. Il est revendiqué par une organisation se disant composée d'anciens Français d'Algérie, le Club Charles Martel. Les auteurs n'ont jamais été identifiés. Cet attentat survient après la vague de crimes racistes survenant à Marseille à l'été et automne 1973.

## Déroulement
Le 14 décembre 1973 à 11 h, une explosion se produit dans le hall du Consulat général d'Algérie à Marseille sis alors au 28 rue Dieudé.

## Enquête
Une enquête de la justice italienne portant sur la stratégie de la tension en Europe indique que le terroriste d’extrême droite Yves Guérin-Sérac et son organisation, Aginter Press, seraient impliqués dans cet attentat
L'ambassadeur d'Algérie en France de l'époque mettra en cause Gaston Defferre, accusé de complaisance à l'égard de la vague de crimes racistes. La police fut largement accusée de passivité, voire de connivence. L'attentat sera revendiqué par le "club Charles Martel" dont les liens avec l'extrême droite et les anciens activistes OAS étaient très probables.
Une organisation de rapatriés, l'UDISFRA d'Eugène Ibagnès, bien implantée dans la région, sera mise en cause, comme celle, non moins extrémiste, de Mouloud Kaouane. Ibagnès sera interpellé en juillet 1975.
L'arrestation quelques mois après, en octobre, dans le Var, de poseurs de bombes appartenant à ces milieux et agissant pour le compte d'une organisation clandestine s'intitulant "Justice Pieds Noirs", corroborera l'hypothèse. Mais les auteurs de l'attentat ne seront jamais retrouvés.